# Ann Le Monnier
Ann Le Monnier est un réalisateur, scénariste et scripte français,.

## Filmographie
Courts métrages
- 1981 : Cher Alexandre
- 1984 : Happy End
- 1990 : Fleuve Paraguay
- 1990 : Asuncion
- 1991 : Il est interdit de jouer dans la cour

Longs métrages
Assistant réalisateur
- 1986 : Sale Destin de Sylvain Madigan

Réalisateur
- 1993 : Vagabond

## Sélections
- Berlinale 1982 : Cher Alexandre
- Festival de Cannes 1992 (Quinzaine des réalisateurs) : Vagabond